# Цеґельня (гміна Вільчин)
Цеґельня (пол. Cegielnia) — село в Польщі, у гміні Вільчин Конінського повіту Великопольського воєводства.
Населення — 71 особа (2011).
У 1975-1998 роках село належало до Конінського воєводства.

## Демографія
Демографічна структура станом на 31 березня 2011 року:
|          | Загалом | Допрацездатний вік | Працездатний вік | Постпрацездатний вік |
| -------- | ------- | ------------------ | ---------------- | -------------------- |
| Чоловіки | 36      | 6                  | 28               | 2                    |
| Жінки    | 35      | 6                  | 22               | 7                    |
| Разом    | 71      | 12                 | 50               | 9                    |